# Lilburn (Northumberland)
Lilburn – wieś w Anglii, w hrabstwie Northumberland. Leży 64 km na północ od miasta Newcastle upon Tyne i 461 km na północ od Londynu. W 2001 miejscowość liczyła 106 mieszkańców.